# فونغ تشي مينغ
فونغ تشي مينغ (13 يناير 1951 - ) هو مدرب كرة قدم ولاعب كرة قدم صيني في مركز الهجوم. شارك مع منتخب هونغ كونغ لكرة القدم. أما مع النوادي، فقد لعب مع نادي جنوب الصين وHappy Valley AA ‏ وسي بي ‏.